# (3445) Pinson
(3445) Pinson (1983 FC) – planetoida z pasa głównego asteroid okrążająca Słońce w ciągu 4,41 lat w średniej odległości 2,69 j.a. Odkryta 16 marca 1983 roku.